# San Bernardino alle Ossa
La iglesia de San Bernardino alle Ossa (en italiano: Chiesa di San Bernardino alle Ossa) es un templo religioso ubicado en el centro de Milán, Italia, que se hizo conocido por su osario, en el que las paredes se encuentran decoradas con calaveras y huesos humanos.

## Historia
Cerca de la Iglesia de Santo Stefano Maggiore, en la plaza Santo Stefano, se construyó en 1127 el Hospital de San Barnaba in Brolo, destinado a la cura de leprosos, que también tenía un cementerio. En 1210 se edificó un osario, donde se colocaron los huesos de personas fallecidas que ya no cabían en el cementerio. Junto al osario se construyó la primera iglesia de San Bernardino alle Ossa, en 1269, también conocida entonces como San Bernardino ai Morti.
Tanto la iglesia como el osario debieron ser reconstruidos tras el colapso del campanario de la iglesia de Santo Stefano Maggiore, en 1642.
Atendiendo a la necesidad de erigir un templo mayor para albergar a los fieles que se acercaban en gran número a la capilla del osario, en 1750 los arquitectos Andrea Biffi y Carlo Giuseppe Merlo construyeron una gran iglesia en estilo rococó y barroco (aunque la fachada guarda la apariencia de un palacio), conectada al templo original a través de un arco triunfal. Se eligió entonces a San Bernardino de Siena como patrono.
En 1652 se cerró el hospital y el cementerio contiguos, por lo que se exhumaron los restos para completar la decoración del osario. La fachada de la iglesia se completó en 1776.

## Diseño interior
La iglesia es de planta octogonal con dos capillas laterales y altares de mármol barroco. Frente al altar mayor hay una reja que conduce a la escalera que desciende a la cripta de Disciplini. 
El órgano de tubos fue construido a principios del siglo XX.

## El osario
A la derecha del acceso principal de la iglesia hay un pasillo que conduce al osario, una sala cuadrada decorada con huesos y calaveras empotrados en las paredes hasta el techo y contenidos por mallas metálicas, y también en cornisas, sobre las pilastras y en los marcos de las puertas. En la capilla hay un altar y un nicho con la estatua de la Madonna Addolorata (Nuestra Señora de los Dolores).
Los cráneos sobre el marco de la puerta de ingreso provienen de personas condenadas a muerte.
Los frescos del techo son obra de Sebastiano Ricci y representa "el triunfo de las almas en un vuelo de ángeles" y a Santa María, San Ambrosio de Milán, San Sebastián y San Bernardino de Siena.

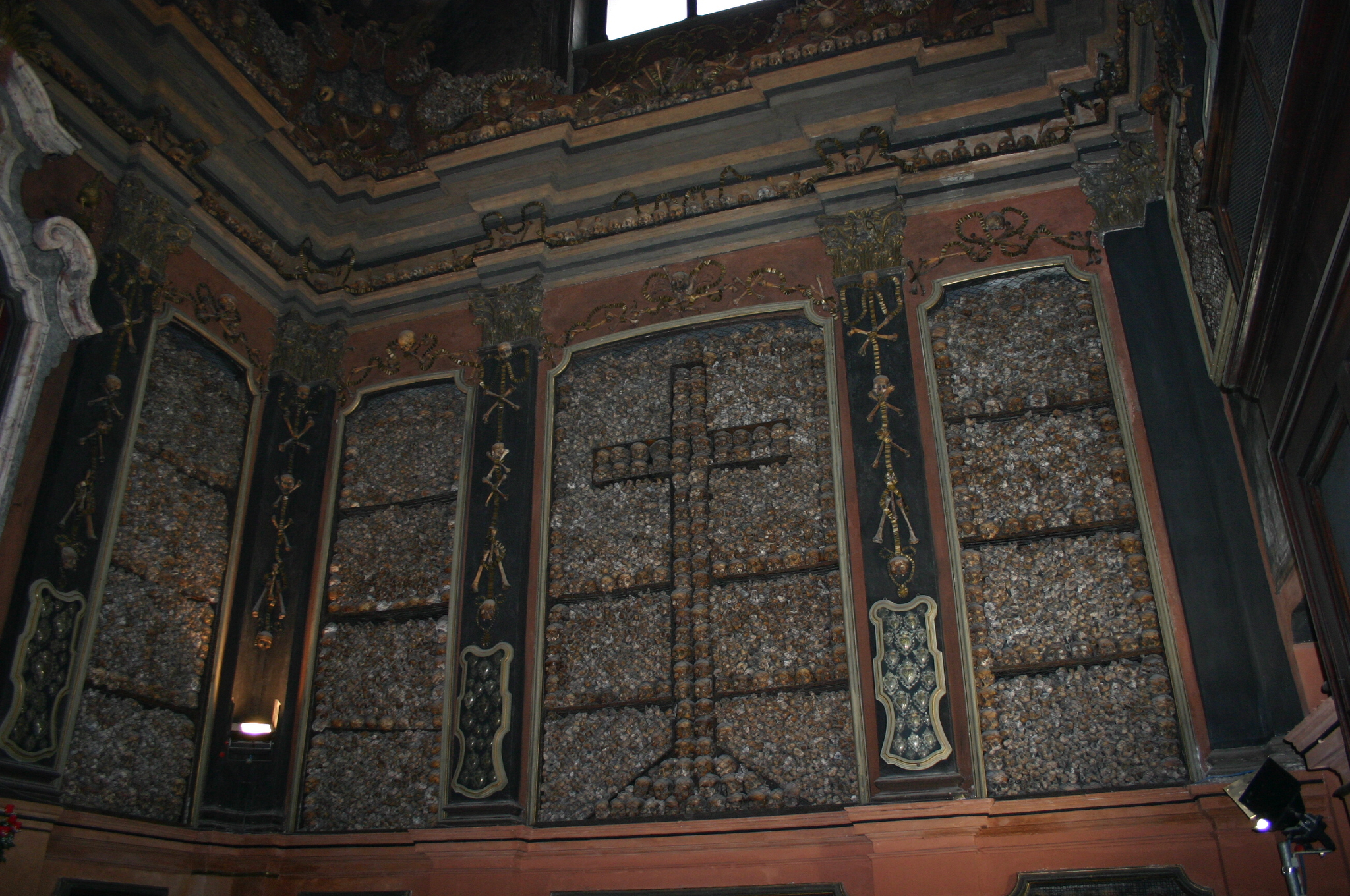
Decoración del osario.
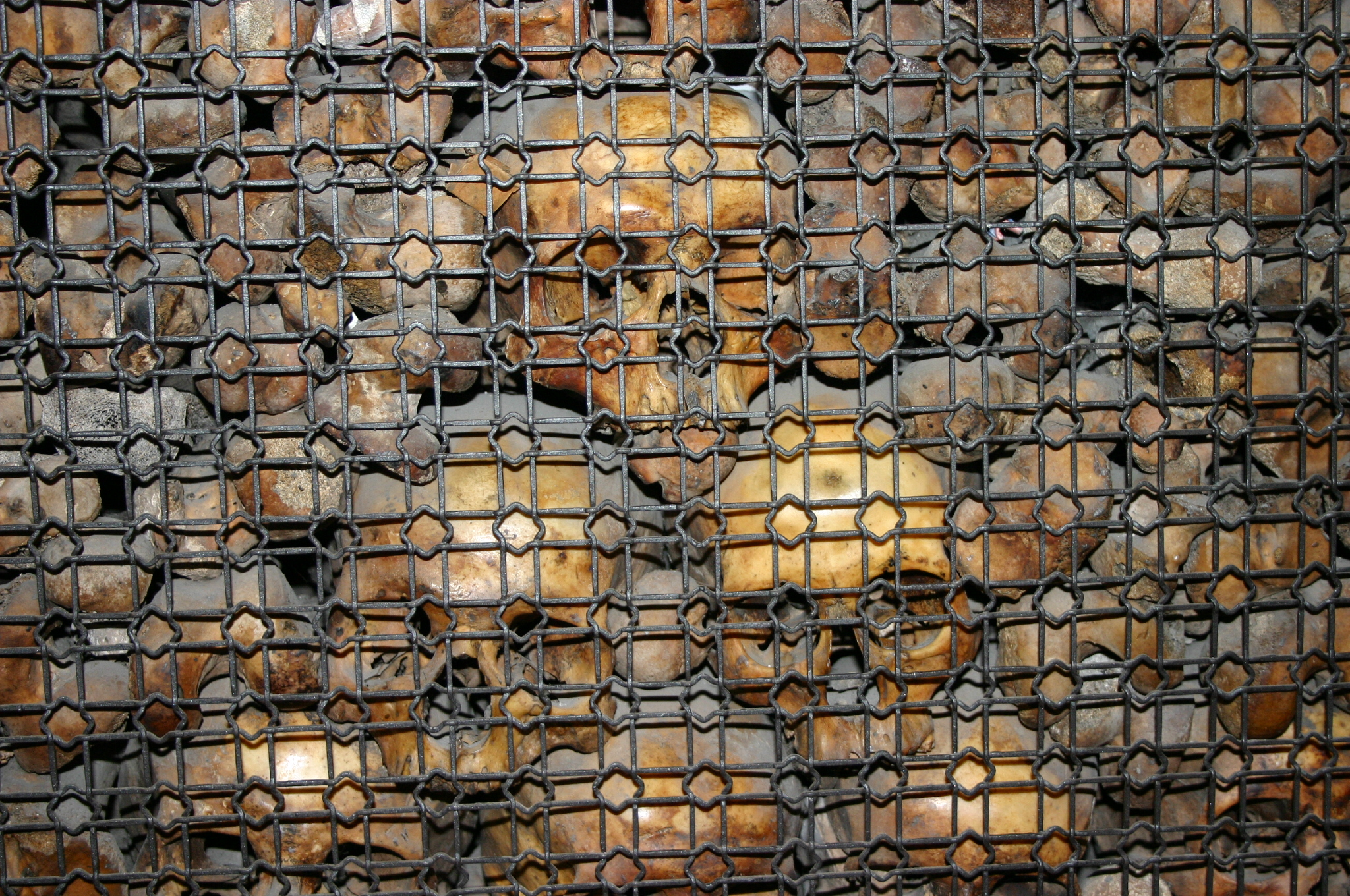
Detalle de calaveras en la pared.
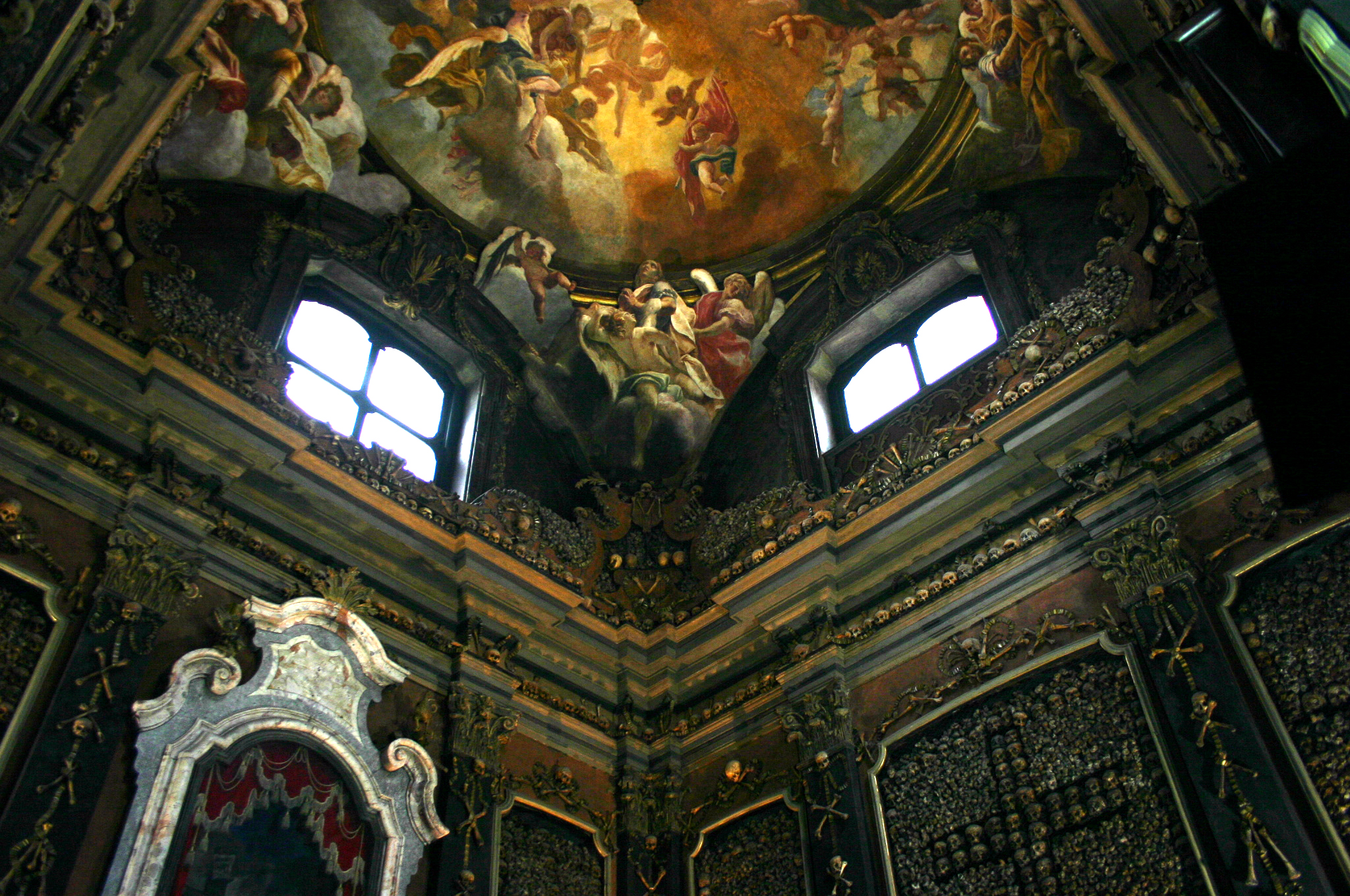
Frescos en el osario.
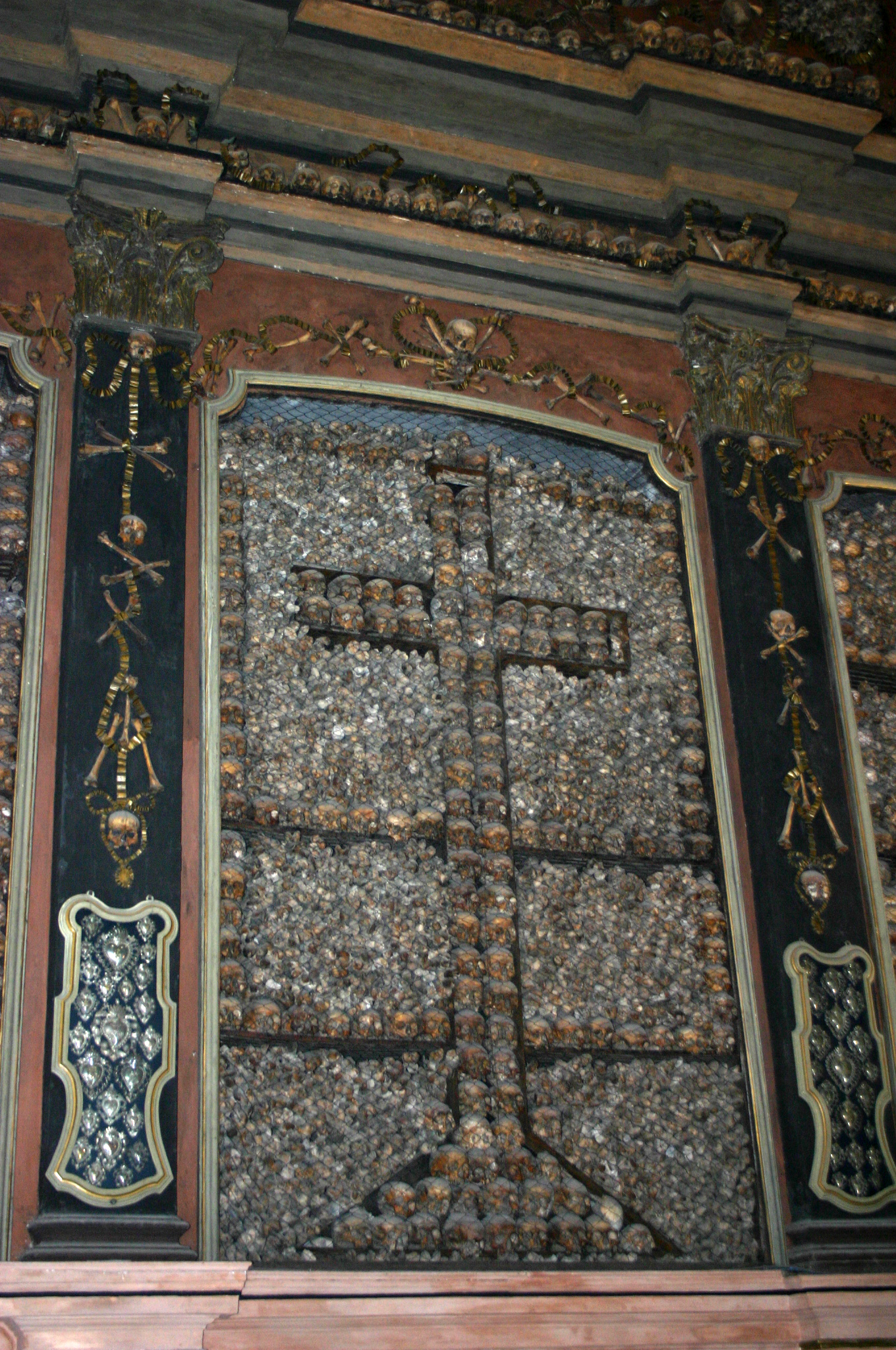
Osario.

## Leyenda del osario
Cuenta la leyenda que cada 2 de noviembre, durante la celebración del Día de Muertos, una niña cuyos restos se encuentran en San Bernardino alle Ossa vuelve a la vida e invita al resto de los muertos del osario a bailar.